# Evighedsmaskine
En evighedsmaskine (latin Perpetuum mobile) er en maskine, som enten kan arbejde til evig tid uden at få tilført energi udefra, eller evt. endda kan afgive energi uden populært sagt, at "få noget for det" og uden at opbruge ressourcer ("brændstof" e.a.) inde i systemet.
En sådan maskine er en "overtrædelse" af entropiens love, herunder loven om energiens bevarelse (som bl.a. siger at energi ikke kan skabes "ud af ingenting"), og selv om der har været fremsat talrige designforslag til evighedsmaskiner, har ingen af dem vist sig at fungere som evighedsmaskiner i praksis – der er altid en eller anden utilsigtet virkning eller fænomen, som får maskinen til at gå i stå på et eller andet tidspunkt.
Flere forslag til evighedsmaskiner er baseret på et hjul, som er forsynet med enten drejelige arme eller hulrum, hvori kugler eller væsker bevæger sig, alt sammen på en måde så arme, kugler eller væsker er længere væk fra hjulets nav på den ene side end på den anden: Det større drejningsmoment på den ene side skulle så få hjulet til at dreje "af sig selv" under indvirkning af tyngdekraften.
Problemet ved alle disse forslag er blot, at mens arme/kugler/væsker rigtig nok er længere væk fra navet på den ene side, er der til gengæld flere kugler/arme eller mere væske på den "forkerte" side af navet. Slutresultatet er at disse hjul som alle andre hjul på et eller andet tidspunkt vil standse deres rotation, medmindre noget udefra skubber til dem, det tager bare længere tid end normalt, fordi der er oplagret energi i kugler/arme/væsker. Hvis bare hjulet er følsomt nok, så kan dit hjerteslag eller vejrtrækning eller skridt få det til at køre. Men så er det ikke en evighedsmaskine, men en maskine som udnytter rystelser.

## Opfindere af evighedsmaskiner
- Johann Bessler
- Leonardo da Vinci
- Villard de Honnecourt